# محوطه سرتیپ‌آباد
محوطه سرتیپ آباد در شهرستان کرمانشاه، بخش مرکزی، دهستان میان دربند، حاشیه غربی روستای سرتیپ آباد واقع شده و این اثر در تاریخ ۱۵ دی ۱۳۸۷ با شمارهٔ ثبت ۲۴۱۲۷ به‌عنوان یکی از آثار ملی ایران به ثبت رسیده است.